# Романовка (Лукояновський район)
Романовка (рос. Романовка) — село в Лукояновському районі Нижньогородської області Російської Федерації.
Населення становить 32 особи. Входить до складу муніципального утворення Кудеяровська сільрада.

## Історія
Від 2009 року входить до складу муніципального утворення Кудеяровська сільрада.

## Населення
| 2002 | 2010 |
| ---- | ---- |
| 55   | ↘32  |